# Saginaw Grant
Saginaw Morgan Grant (født 20. juli 1936, død 27. juli 2021) var en amerikansk filmskuespiller. Han medvirkede bl.a. i The Lone Ranger og tv-serien Breaking Bad.